# 朝韩关系
朝鮮半島南北關係，即朝韩关系，是朝鲜半岛南部的大韩民国与北部的朝鲜民主主义人民共和国的双边关系；韓國方面常以南北關係（韩语：／ Nambuk kwan'gye）稱之，而朝鮮方面曾經以北南關係（朝鲜语：／ Pungnam kwan'gye）稱之。
地區在統一新羅至朝鮮王朝長達一千三百年期間，基本一直处于统一的独立国家状态，直至1910年被日本吞併。第二次世界大战后，由于冷战格局在亚洲的形成，擺脫日本統治的地區在經歷美蘇兩國分區託管後，形成南北兩個政權分裂分治的格局，分別为属于资本主义阵营的韩国、以及属于社会主义阵营的朝鲜。韩朝双方相互敌对，并在1950年爆发朝鲜战争。1970年代，随着东西方国际格局的缓和，韩朝双方开始相互对话、接触，寻求和平统一的途径。1971年，南北方透过红十字会进行了首次接触，讨论南北离散家属问题。
20世纪90年代，韩朝双方开始频繁的接触与对话。1998年金大中就任韓國總統後，对朝推行“阳光政策”，韩朝关系出现突破。2000年6月，金大中与朝鲜劳动党总书记金正日在平壤举行了历史性的首次朝韩首脑会晤，并联合发表自主解决国家统一，加强双方合作与交流的《南北共同宣言》。2003年开始的卢武铉政府在“阳光政策”基础上推出“和平繁荣政策”。卢武铉与朝鲜劳动党总书记金正日，于2007年10月举行了第二次韩朝首脑会晤，并发表《南北关系发展与和平繁荣宣言》。
2008年，韩国在保守派的李明博执政后，调整了对朝政策，双方关系从此转冷。2017年，時任韓國總統朴槿惠因崔顺实事件被弹劾后，新任总统文在寅借举办2018年平昌冬奥会之机，与朝鲜方面改善关系，同年与朝鮮勞動黨委員長金正恩举行了3次首脑会晤，被外界视为南北关系破冰的迹象。然而到了2020年，脱北者团体向朝鲜散发反朝传单，引起朝鲜当局不悦，关闭位于開城工業地區的南北共同聯絡事務所并实施爆破，韩朝关系再次回落至冰点。
2023年12月，朝鮮勞動黨總書記金正恩正式宣布放棄和平統一，稱南北關係不再是「同族」的關係，而是處於「敵對」或「交戰」的两个国家之间的外交關係，故法理上存续至今的朝鲜战争之内战性质据朝方观点已不复存在；朝鲜不再視大韓民國為「傀儡政權」并放弃与之寻求和平统一。金正恩表示朝鲜不求戰但也不畏戰，必要時一定會戰勝韓國。韓國統一部則譴責此行為，總統尹錫悅批評朝鲜的新政策是「反民族、反歷史」。

## 历史

### 早期的对峙（1945年至1960年代）
1945年8月15日，日本投降后，朝鲜半岛南北以北纬38度线为界分别由美国和苏联所控制。由蘇聯民政廳管理的北部以及駐朝鮮美國陸軍司令部軍政廳統治的南部，美苏两国在之后的莫斯科外交部长会议上决定5年后将朝鲜半岛交由联合国托管，但遭到了朝鲜半岛人民的强烈反对。美国将朝鲜半岛问题提交到了联合国。联合国据此提出朝鲜半岛举行大选，并计划在此基础上成立统一独立的政府。朝鲜半岛北方拒绝了联合国的这一提议，因此大选于1948年5月10日仅在南方进行。根据大选结果，南方成立了国民大会，并于7月17日颁布了《大韓民國憲法》。
1948年8月15日，以民主和资本主义为执政原则和政治理念的大韩民国正式成立:1-2。同年8月25日，朝鲜半岛北方进行了自主决定的选举，并于9月8日颁布宪法。
1946年2月，朝鲜共产党北朝鲜分局成立北朝鮮臨時人民委員會接管蘇聯民政廳的政務，並在1948年9月9日，以金日成为领袖的共产主义意识形态的朝鲜民主主义人民共和国在苏联的支持下正式成立。北南两个政权分属冷战东西阵营。韩国政府认为南方的选举是在联合国的监督下的民主选举，因此韩国政府是朝鲜半岛的唯一合法政府。而朝鲜政府则认为北方的选举是所有党派都参加了的选举，代表了全体朝鲜人民的意见。两个政权都宣称自己是朝鲜半岛的唯一合法政权，拒绝承认对方的合法性。:4
朝鲜半岛南北分裂后，韩朝关系紧张，双方都试图以武力达到南北统一，仅1949年一年，双方在三八线上发生的大小武装冲突就达2600余起。1949年5月28日，美国宣布从朝鲜半岛撤军，只留下军事顾问团，使半岛南北军事平衡状况发生重大变化，成为战争的诱因。1950年6月25日，朝鲜战争最终全面爆发。战争停火后，韩朝双方在很长一段时间内处于相互敌对的状态:265:265:57:4。经选举产生的韩国首位总统李承晚认为韩国是依据联合国议案经民主选举产生的朝鲜半岛唯一合法政权。他对朝鲜采取的是不接触、不妥协、不承认的“三不”政策。“北進統一论”，“先统一、后建设，不统一、不建设”一直是李承晚的治国方针之一。在李承晚执政期间，他标榜反共，与美国联盟，不断屠杀、镇压国内共产党和左派人士。与此同时，朝鲜对韩国采取的是坚持「解放」南朝鲜的政策。:270:55-56

### 缓和与对话（1970年代至1980年代）
20世纪70年代，随着东西方国际形势的缓和，南北方也得到改善。军人出身的朴正熙执政后，韩国主要是通过发展经济实现“胜共统一”。1970年8月15日，朴正熙在纪念光复25周年祝词，即“8·15宣言”，中提出要以和平的方式完成南北统一。1971年，南北方通过红十字会进行了首次接触，讨论南北离散家属问题。1972年5月至6月，双方实现了部长级的互访，并于1972年7月4日发表了《南北共同声明》。“7·4南北共同声明”的主要内容包括：不依靠外来势力和在没有外来势力干涉的情况下实现统一；统一应以和平的方法实现，不采取武力行动；作为同一民族应当超越意识形态和制度的差别，促成民族大团结；终止相互武装挑衅和诽谤中伤，制止意外的军事冲突；尽快展开南北红十字会会谈；架设漢城（今首爾）—平壤直通电话；成立南北协调委员会等:226-228:265:273-276:105。1973年，朴正熙提出了不反对朝鲜加入国际组织和成为联合国成员国的“6·23原则”，试图使南北关系和平化，并在此基础上实现和平统一。经过近10年代追赶式发展，从1972年开始韩国的经济发展和人民生活水準已经开始显著稳定地高于朝鲜。双方平衡实力的变化使朝鲜开始拒绝进行南北之间的交流。1975年，北越在越南取得胜利后，朝鲜曾试图凭借其军事上的优势在韩国发动革命，对韩国安全构成巨大威胁:18-19。1978年，双方红十字会的会谈也被中断:226-228:265:273-276。
1979年12月12日，大韩民国国军将领全斗焕发动双十二政变，掌握韩国政权后，分别在1981-1983年间多次建议举行朝韩首脑会晤。1982年，全斗焕在新年新政策中提出了详尽的《民族和解与民主统一方案》。不过全斗焕的提议都遭到了金日成的拒绝。金日成认为全斗焕是“杀人魔头”，不能与他举行会谈。:232:2761983年10月9日，全斗焕访问缅甸期间，发生了仰光爆炸事件，使南北关系紧张。仰光爆炸事件后，双方关系虽然紧张但没有关闭对话的大门，双方进行了零星的、时断时续的各级别接触:232-233:276-277。1984年9月8日，朝鲜通过红十字会向韩国提出人道主义援助的请求，得到韩国的同意。1985年5月28-30日，双方红十字会举行了第八次会议，同意在纪念朝鲜光复40周年纪念日进行艺术团体互访和离散家属团聚的活动，并于9月20-23日在板门店举行离散家庭团聚和观看艺术表演的活动:24。同年，金日成接受全斗焕的建议，邀请全斗焕来平壤举行南北首脑会晤。9月，朝鲜外务相许琰秘密访问漢城。10月，韩国国家安全企划部部長张世东作为韩方特使进行了回访，并带去全斗焕的亲笔信，双方就南北首脑会晤达成一致。不过由于1986年1月18日，韩方宣布与美国进行联合军演，引起朝鲜强烈不满。不过双方两年后还是开始了双边贸易，贸易额一度达到1800万美元。1987年11月29日，大韩航空858号航班发生爆炸，机上115名乘客和机组人员全部遇难。韩方指责此次空难为朝鲜特工所为。这使得南北首脑会晤没能取得实质性进展。:232-233。

### 20世纪90年代的频繁接触
1988年7月7日，新上台的卢泰愚发表了《关于民族自尊、统一和繁荣的总统特别声明》（《七七宣言》），倡导南北双方作为一个民族、国家共同体发展彼此关系，并表示愿意同社会主义国家发展关系。他提出了改善南北关系的六项原则措施：（1）南北同胞之间的交流；（2）离散家庭之间的接触；（3）开发南北之间的贸易；（4）允许同盟国与朝鲜之间进行非军事贸易；（5）在国际舞台上进行南北合作；（6）改善朝鲜与美国和日本的关系。1989年1月23日，韩国现代集团名誉会长郑周永应朝鲜祖國和平統一委員會的邀请访问朝鲜，提出了开发金刚山旅游路线的合作意向。这是战后韩国企业家首次访问朝鲜。同年9月11日，卢泰愚宣布了分三个阶段实现朝鲜半岛国家统一的计划倡议，“高丽民族/国家共同体统一范式”：第一阶段，为过度性的高丽国家共同体的建立采用高丽民族共同体宪章；第二阶段，形成高丽民族共同体；第三阶段，形成统一的民主共和国。这个统一计划的原则是：自治、和平、民主。:26-27
1990年10月3日，两德在东欧巨变后实现了统一。1991年12月25日，苏联解体。面对新的国际形势，韩朝双方接触日益频繁，高层会谈明显增多。1990年8月4－7日，双方总理姜英勋和延亨默在韩国漢城举行了首次南北高级会议。虽然双方在此次会议未能缩小分歧，但加深了彼此的理解。同年10月11－14日，美东高丽艺术家联合会在纽约举行了朝鲜半岛南北双方电影节。10月11－23日，双方国家足球队分别在漢城和平壤进行了足球比赛。10月18－23日，由17人组成的韩国代表团参加了在平壤举行的全国统一音乐会。1991年4月24日－5月5日，韩朝联合组建同一个体育代表团参加在日本举行了世乒赛。7月27日，第一艘韩国商船装载大米驶离韩国去往朝鲜，运回水泥和无烟煤。6月14－30日，双方联合组建的代表团在葡萄牙参加了第六届世界杯青年足球赛。9月17日，韩朝双方在联合国第46届大会上同时成为联合国成员国。12月31日，双方总理在第五次南北高级会议中签署了《南北基本协议》。:25-29根據該協議，兩韓關係在尋求統一的過程中暫時定調為「特殊關係」，而非「國與國關係」。
1991年11月8日，在美国侦察卫星监测到朝鲜在发展核武器后，卢泰愚发表了“朝鲜半岛无核化宣言”，表示韩国严格遵守相关国际条约和平利用核能，并在经过國際原子能總署的彻底检查后，宣布放弃核燃料的再处理与核浓缩设施，并建议朝鲜也如是做出相应的承诺。1992年2月18日，双方在第六次南北总理级高级会议中正式签订了《朝鲜半岛无核化共同宣言》。此后，朝鲜在1992年5月－1993年2月接受了国际原子能机构的核查:267:240-241:279。1992年5月5－8日，双方在漢城举行了第七次南北高级会议，同意成立军事、经济合作与交流，以及南北共同聯絡事務所、南北和解委员会三个机构。1992年9月15日，双方召开了第八次南北高级会议，就和解、互不侵犯、交流与合作三个具体议题达成共识，以具体实施《南北基本协议》。:28
20世纪90年代，韩国GNP已经达到朝鲜的6倍，人口是朝鲜的2倍，贸易规模是朝鲜的20倍。朝鲜盟友中国和俄罗斯与韩国建立外交关系后，朝鲜对韩国的政策开始向“防御型生存战略”转变。其基本原则是不允许朝鲜被韩国吞并或接收。1988年11月，朝鲜曾提出《全面和平计划》，明确宣布单方面吞并或接收另一方的统一是绝对不可接受的:28-29。1992年，美国和法国的侦查卫星发现朝鲜平安北道宁边郡的一些不明设施。为澄清事实，国际原子能机构要求对宁边等两处的设施进行开发检查。但朝鲜以事关国家主权为由，拒绝接受检查。为对朝鲜施加压力，韩美在10月宣布将恢复1993年的联合军事演习。朝鲜对此针锋相对，宣布冻结与韩国的《不扩散核武器条约》的对话，并取消原定于12月举行的第九次南北总理会谈:211:657。11月，金泳三访美期间与美国达成协议将停止1994年的联合军演，并向朝鲜提议举行首脑会晤解决核问题。1994年6月，美国前总统吉米·卡特分别出访了平壤和漢城，并与金日成和金泳三见了面。他向金泳三转达了金日成随时随地无条件举行首脑会晤的口信。双方商定于7月25-27日在平壤举行首脑会晤。不过，7月8日金日成去世，使得南北首脑会晤计划搁浅。之后，由于第一次朝核危机的出现，朝鲜半岛南北关系开始出现阴影，直到1994年朝鲜和美国签订《核框架协议》，紧张的核问题告一段落。:267:247-248

### 从“阳光政策”到“和平繁荣政策”（1998年至2007年）
1998年金大中就任韩国总统后，对朝推行「阳光政策」，旨在以强有力的安保为基础，实现韩朝和解、交流、合作，实现朝鲜半岛和平。1998年2月，朝鲜政党团体联席会议致信韩国各政党，呼吁促进朝韩关系和解与团结。4月，南北双方在北京举行了副部长级的会谈。:267-2681998年6月16日，现代集团名誉会长郑周永赶着500头黄牛穿越板门店进入朝鲜，开启了著名的「黄牛外交」，也拉开了南北经济合作的序幕:446:268。之后，虽然发生了1998年的潜水艇事件和1999年的“第一次延坪海战”，双方的接触与交流仍然继续。2000年6月13─15日，金大中正式出访平壤与朝鲜劳动党总书记兼国防委员会委员长金正日举行了历史性的首次朝韩首脑会晤，并联合发表了《南北共同宣言》。双方宣布自主解决国家统一，加强双方在经济、社会、文化、体育、卫生、环境等各个领域的合作与交流。:553-575:268。
金大中的阳光政策使朝鲜半岛南北关系得到空前和解。2000年8月15日光复节，南北双方时隔15年再次举行了离散家属团聚:589。同年9月15日，在悉尼奥运会开幕式上，韩朝双方体育代表团高举朝鲜半岛旗帜首次共同入场:285:595。9月24日，朝鲜人民武装力量部部长金一哲率领的由13人组成的朝鲜代表团越过板门店，参加在济州岛举行的南北国防部长会谈。会谈结束后，金大中在青瓦台接见了金一哲一行。这是朝鲜军方首脑首次穿越军事分界线和到访青瓦台:597。韩国現代峨山集團同朝鲜亚太和平委员会的金刚山旅游项目，开城工业园区等都开始于金大中执政时期。
2003年开始的卢武铉政府在金大中的“阳光政策”基础上推行“和平繁荣政策”，将韩朝关系上升到了迎接“东北亚新时代”的高度。:286-287:168尽管朝核危机的升级给“和平繁荣政策”的实施制造了障碍，卢武铉仍然坚持通过和平对话解决朝核问题:169-170。2003年，双方举行了多次部长级会谈、军事会谈和离散家属会面。6月，双方举行了南北铁路连接和开城工业园区的动工仪式。8月，双方在板门店互换了《投资保障协议》、《防止双重征税协议》、《清算结算协议》、《商事纠纷解决程序协议》等经济合作文件生效通知书。此外，朝鲜在8月份还派出了200余人的体育代表团和300余人的拉拉队参加韩国大邱第22届世界大学生运动会。9月，双方在开通金刚山水路旅游线路后，又开通了陆路旅游线路。:269-270
2004年6月30日，现代峨山集团和韩国土地公社举行了开城工业园区首期工程的完工仪式，约280家韩国公司进入了工业园区。2005年4月14日，双方首次交换了各自动物园的动物，以保护朝鲜半岛濒危物种。:178-179 2005年6月《南北共同宣言》发表五周年纪念时，韩国应邀派出庞大的政府和民间代表团赴平壤参加庆祝活动。6月17日，金正日会见了韩国统一部部長郑东泳，并首次正面评价了卢武铉。金正日同意恢复将军级会谈，举行水产会谈，协商开辟陆上空中走廊。7月14日，朝鲜当局和民间代表团来到韩国参加朝鲜半岛光复60周年的庆祝活动。卢武铉会见了由朝鲜劳动党中央委员会书记金己男率领的朝方代表团，表示“希望韩朝双方相互尊重，增进彼此信任，为解决朝核问题共同努力。韩朝应当渡过核问题的关口，共同续写朝鲜半岛的历史新篇章”。:180-1812005年，韩朝双方人员往来多达88,341人次，南北贸易总额首次突破10亿美元，增至10.55亿美元。韩国成为续中国之后的朝鲜第二大贸易伙伴:182。1,000多名韩国人每天通过新开放的陆路跨越军事分界线前往朝鲜旅游。2006年3月15日，连接首尔和新义州的京義線与東海線铁路终于完工，日运输能力达12,000人。:182
2007年5月，韩朝双方的列车分别从韩国文山站和朝鲜金刚山出发，实现了56年来双方列车首次穿越三八线。10月，卢武铉与金正日举行了韩朝首脑会晤，并发表了《南北关系发展与和平繁荣宣言》。:270:29011月，韩国国务总理韩德洙与朝鲜内阁总理金英日举行了两国总理会谈，讨论《南北关系发展与和平繁荣宣言》的履行方案。双方签订了《南北总理会谈协议》、《关于西海和平合作特区促进委员会的协议》和《关于设立和运营南北经济合作共同委员会的协议》。12月，双方代表在板门店举行了第七次将军级军事会谈，就非军事区的“三通”（通行、通信、通关）和设定共同捕鱼海域问题进行了讨论。:270

### 后退期（2008年至2018年）
由于朝核问题迟迟不能解决，而且形势不断恶化。“阳光政策”和“和平与繁荣政策”在韩国遭到越来越多的批评:38。在2008年李明博出任韩国总统后，韩国调整了对朝政策，用“实用主义”的“无核、开放、3000构想”取代了前两届政府对朝鲜的友好政策。“无核、开放、3000构想”政策的基本含义是在朝鲜放弃核武，对外开放的条件下，韩国将在今后的10年内帮助朝鲜将国民人均收入提高到3,000美元。李明博对前两届政府与朝鲜签订的《南北共同宣言》和《南北关系发展与和平繁荣宣言》持保留和否定态度，在对朝问题上与美国保持一致的强硬立场，双边关系出现倒退:289。2008年，一名韩国游客因在金刚山旅游越过警戒线而被朝方枪击身亡:290，随后京义线和东海线再次停运。2009年1月30日，朝鲜祖国和平统一委员会宣传鉴于双方状况，朝鲜决定废除所有南北双方以前达成的政治、军事方面的协议，并宣传双方紧张程度已经达到战争的边缘:41。2010年3月26日，天安号事件使韩朝关系陷入严重危机中:291。同年11月23日，韩朝双方在延坪岛发生交火，双方都指责是对方先开的火，双方关系进一步恶化:292。
朴槿惠上台后，对朝推行“朝鲜半岛信任进程”，而不是像李明博那样一味地倾向于强硬态度。不过，朝鲜认为朴槿惠的政策只是李明博“无核、开放、3000构想”政策的翻版。2013年3月11日，美韩进行了针对朝鲜的名为“关键决断”联合军演，对朝鲜刺激很大。朝鲜人民军最高司令部为此宣布从韩美联合军演的3月11日起，《朝鲜停战协定》全面作废。3月27日，朝鲜又切断了西海地区的韩朝军事热线。之后，开城工业园区也曾一度关闭:308。2016年2月10日，朝鲜进行了第四次核试验和发射“光明星4号”卫星后，韓國政府宣布全面中断仅存的经济合作项目开城工业园区，双方关系陷入僵局。

### 短暂蜜月（2018年至2020年）

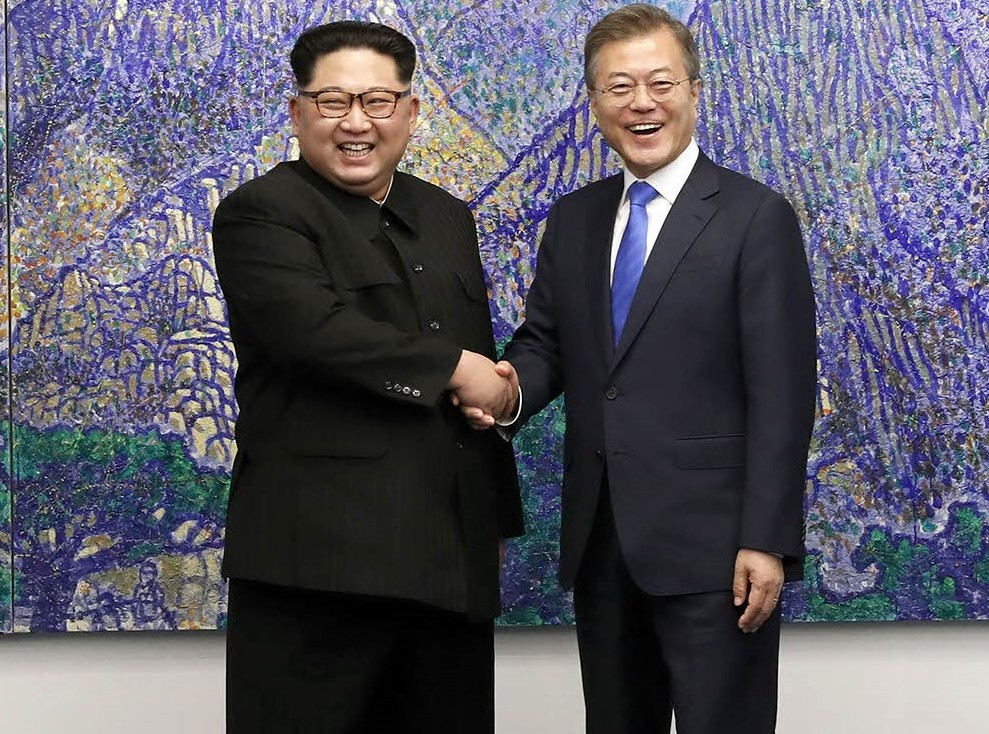
文在寅和金正恩2018年首脑会晤

2018年2月，南北關係破冰，朝鮮勞動黨委員長金正恩胞妹暨朝鲜劳动党中央委员会政治局候補委員金與正陪同最高人民会议常任委员会委员长金永南訪問首爾，會見總統文在寅，在此次訪問中，金與正轉交兄長金正恩親筆信，內容為邀請文在寅訪問平壤。
2018年4月27日，朝韓兩國領導人金正恩和文在寅在板門店的「和平之家」舉行會談，并签署《板门店宣言》；5月26日，双方领导人于板门店“统一阁”再次会面。9月14日，兩國在開城工業區成立南北共同聯絡事務所。12月26日，朝韩双方在朝鲜开城市的板门站举行京義線和東海線铁路及公路连接工程动工仪式。
在美国总统特朗普与金正恩会晤后，韩美相继停止乙支自由卫士、鹞鹰和关键决断军演来对朝释放善意。

### 重回僵局（2020年至今）
2020年6月5日，朝鲜劳动党统一战线部发言人发表谈话称，由于韩方纵容脱北者团体从韩方向朝鲜散发反朝传单，朝方将关闭位于开城工业园区的南北联络办公室。另外，朝鮮勞動黨中央政治局候補委員、第一副部長金與正與勞動黨副委員長金英哲在工作總結會議上強調了將對南工作改為對敵工作的重要性，並下達全面關閉朝韓之間所有通信聯絡渠道的指示。6月9日正午12時起，朝鮮正式宣布切斷與韓國之間所有的通訊聯絡渠道。6月11日，文在寅表示将打击越境发送传单。不過次日，朝鲜劳动党统一战线部部长张锦哲表示，朝方对韩国当局的信任彻底消失。6月16日，朝鲜炸毁开城的南北联络大楼。次日朝鮮又宣布將军队重新部署至两国之间的非军事地区、增员炮兵部队、恢复边界各种军事演习。6月17日，美國宣佈對朝制裁延長1年。同日，金與正發表談話，明確指出韓方違反「板门店宣言」第二条第一款之规定，即「在军事分界线一带严禁扩音机广播和传单散布等一切敌对行为」。6月20日，朝鮮宣佈將對韓國散發傳單。12月14日，韓國通過《禁止散布反朝传单法》，在南北军事分界线一带散发传单、对朝進行扩音器广播等行為将被处以3年以下有期徒刑或3,000万韩元以下罚款。

### 重启联络
2021年7月27日上午，朝韩两国分别发布公报，表示据两国领导人此前互通的私信，双方就尽早恢复互信达成共识，宣布于当日十时重启所有朝韩通信联络渠道，并表达了双方积极改善和发展北南关系的期待。但受8月10日韩国重启下半年与美军的联合演习的影响，朝鲜开始拒接联络电话。后于当地时间10月4日9点起，韩朝通信渠道恢复正常通话。

### 关系再度恶化
2022年3月24日，朝鲜再度试射并首次发射洲际弹道导弹“火星17”，其理论射程（13,000 km）可直接威胁至美国本土，故而再度引起半岛南北局势紧张。2022年4月25日，朝鲜再度举行大规模阅兵式，朝鲜劳动党总书记金正恩身穿元帅军服检阅军队，并在演讲中强调将继续以最快速度增强并发展朝鲜的核力量，并声称：“不论是谁，胆敢进行针对朝鲜民主主义人民共和国的军事对抗，都将被迅速消灭。”
2022年5月10日，韩国第20任总统尹锡悦就职，并强调其任期内将扩大美日韩之间的合作，并对中朝采取更强硬的态度。
2022年10月24日，南北韓在朝鮮半島西部海域互相開火示警。
2022年12月26日，朝鮮無人機越界侵犯韓國領空，在韓國首爾、仁川江華等地上空飛行約7小時。韓國軍隊雖實施了射擊等應對作戰，但未能命中目標。

#### 北方正式放棄統一
2023年1月17日，南韓指，朝鮮勞動黨總書記兼國務委員長金正恩在勞動黨八屆六中全會上將韓方界定為「明確的敵人」。2023年2月16日，南韓國防部發佈2022年版《國防白皮書》，明確指出「北韓政權和北韓軍是我國（南韓）的敵人」，是時隔六年再次出現「北韓是敵人」的表述。
2023年2月24日，韩国统一部表示过去两年，南北之间人员往来完全中断。
2023年7月，金正恩的胞妹金與正首度引用南韓的正式國名「大韓民國」抨擊南韓。但在北韓己方立场，仍稱呼韓國為「南朝鮮」或「南朝鮮傀儡」。
2023年12月30日，朝鲜劳动党第八届九中全会正式宣布南北關係不再是「同族」、「同质」的關係，而是處於「敵對」或「交戰」關係，不再和被其視為「傀儡政權」的大韓民國政府談統一。
自2024年1月5日，北韓連續三日在韩国西部海域最北端的西北岛屿附近进行炮弹射击。南韓联合参谋本部公报室表示，若敌人向西海北方界线以南发起挑衅，南韓将作为自卫，压倒性并果断地予以应对。北韩总参谋部表示，其炮击行为是正常的海上训练，並無做出任何故意的威胁行为。南韓韓聯社指在緩衝區進行射击或海上机动训练违反兩韓《九一九军事协议》，韩军使用坦克炮等进行海上射击训练，炮弹同样落在海上缓冲区，作为反制北韓海上射击的相应措施。北韓於1月7日也否认6日炮击挑衅，金與正称是引爆了模拟炮弹爆炸声的炸药，主观臆断是朝方炮击挑衅，并编造炮弹落在西海北方界线朝方一侧海上缓冲区的谎言。南韓反驳称，敦促朝鲜立刻停止加剧边界海域紧张局势的一切军事活动。
2024年1月10日，朝中社報導，金正恩於1月8日及9日表示，若韩国胆敢企图对朝使用武力或威胁朝鲜的主权和安全，其将毫不犹豫地动用手中一切手段和力量，彻底摧毁大韩民国。他还表示，在长达近80年的漫长岁月里，大韩民国一直在致力于推翻朝鲜政权和体制，稱已经到了必须将其视为朝鲜最敌对国家的时期。
2024年1月15日，朝鲜民主主义人民共和国最高人民会议在平壤召开大会，决定废除祖国和平统一委员会、民族经济协力委员会、金刚山国际观光局3个对韩机构。朝鲜劳动党总书记金正恩在演说中强调要把“将韩国视为第一敌对国家”写进朝鲜民主主义人民共和国宪法。金正恩将韩国视为朝鲜的“头号敌对国家、永远的主敌”，又以“误导韩朝为同族”为由，强调应禁止居民使用“三千里锦绣江山”“八千万同胞”等词汇。他还主张通过修宪，删除宪法中“北半部”“自主、和平统一、民族大团结”等措辞。 此外，金正恩要求在朝方区切断南北交流合作象征的京义线。
2024年2月8日，朝鲜最高人民会议决定废除与韩国所有经济领域合作协议。

#### 氣球事件
2024年6月2日，朝鲜以居住在韩国的脱北者在边境郡县“散发传单和各种肮脏的东西”為由，向朝韩非军事区放出了大约1000个垃圾气球。6月6日凌晨，脱北者团体向朝鲜飘送了10个装有20万张对朝传单的气球。6月9日，韩国宣佈恢复对朝鲜扩音广播。

#### 封锁国境线
朝鲜人民军总参谋部於2024年10月9日发表声明，「将采取实质性军事措施彻底將朝鲜領土与韩国的领土分離開來」，宣布将从当天起完全切断境內与韩国连接的铁路与公路，并进行防御设施要塞化加固工程，永久切断并封锁与韩国交界的南部国境。声明称，決定是由於与朝鲜方南部国境交界的韩国地区无时无刻地、同时多发性地进行侵略战争演习，其力度已完全升级，加上一批批美国核战略资产随时出没，对方不断宣称要对朝鲜“政权终结”。朝鲜人民军总参谋部形容大韓民國為「第一敌对国家、不变主敌」，屬遏制战争、维护国家安全的自卫措施。為免誤會，北韓當日早上已通知美方。韩国联合参谋本部同日回應指，韩方绝不坐视朝鲜企图单方面改变现状的任何行径，一切后果完全由朝方承担。
2024年10月11日，朝鲜指责韩国派遣无人机飞越平壤并散发反朝宣传传单，然而韩国方面否认了相关指控。
2024年10月17日，朝鲜中央通讯社表示封锁国境线是「从把大韩民国规定为彻底的敌对国家的共和国宪法要求」及因敌对势力严重的政治军事挑衅的安保考量採取的措施。南韓統一部對北韓修宪明确定义韩国为“敌对国家”予以强烈谴责。

### 李在明時期
李在明成為韓國總統後，自2025年6月11日起，韩国军方停止使用扩音器对朝鲜进行广播。2025年6月15日正值《六一五共同宣言》發表25週年之際，李在明表示南韓政府會儘早重啟雙方間的合作，並建立原先的對話管道，以消弭時下的緊張局勢與邊境民衆的不安憂慮感。8月4日，韩国国防部开始拆除对朝鲜广播扩音器。

## 统一问题

统一旗

朝鲜半岛自公元7世纪形成统一国家后，除在新罗末期有暂短的后三国时期外，到第二次世界大战结束一直保持着国家统一的局面，没出现过大的分裂。朝鲜半岛在此期间的每个王朝都是保持长期稳定，新罗历史有992年，高丽和朝鲜王朝分别维持了474年和518年。单一民族的特性，使得朝鲜半岛历史很少出现由于民族矛盾而陷入的分裂与动乱局面。:336
第二次世界大战后，剛擺脫日本統治的朝鲜半岛原本可以有个自主发展的契机，不过大国的固有利益使其陷入南北分裂和长期敌对的状态。冷战结束后，韩朝双方都意识到武力统一的局限性，并开始调整各自的外交与统一政策。:33720世纪70年代至今，韩朝双方的关系经历了紧张与缓和的波动。不过朝鲜一贯奉行“对抗与对话”两手准备的政策。而韩国政府也试图调整对朝政策，寻求解决僵局的突破口。:3441989年，韩国建立了专门用于支持南北交流与合作的3,000亿韩圆“南北合作基金”。1990年6月，韩国又颁布了《南北交流合作法》，为南北交流、合作提供了法律、制度和资金上的保证。:338-3392013年，韩国为“南北合作基金”拨款1.09万亿韩元（约合10.2亿美元），较去年增加9.1%。统一部的一般预算也增至2,222亿韩元较去年增加4.4%。
但由于朝鲜和韩国於政治、經濟上均存在懸殊差異，以及中、美、日、俄四国对朝鲜半岛问题的强大影响及政治角力，朝韓統一問題一直处于搁置狀態，無任何具體進展。
2024年北韓政府正式放棄統一，讓南北統一的可能性更加渺茫。

## 情況簡介
| 通稱                                 |                                                                  |                                                                              |
| 法定名稱                             | 朝鮮民主主義人民共和國 조선민주주의인민공화국                    | 大韓民國 대한민국                                                            |
| 别稱                                 | 朝鲜、北韓、北朝鮮                                               | 韓国、南韓、南朝鮮                                                           |
| 國旗                                 |                                                                  |                                                                              |
| 國徽                                 |                                                                  |                                                                              |
| 國家建立日                           | 1948年9月9日                                                     | 1948年8月15日                                                                |
| 加入聯合國日                         | 1991年9月17日                                                    | 1991年9月17日                                                                |
| 國歌                                 | 《愛國歌》애국가                                                 | 《愛國歌》애국가                                                             |
| 國獸                                 | 千里馬                                                           | 东北虎                                                                       |
| 國家格言                             | 「強盛大國」강성대국                                             | 「弘益人间」홍익인간                                                         |
| 国花                                 | 天女木蘭（朝名木蘭）                                             | 木槿（韓名無窮花）                                                           |
| 國父                                 | 金日成 （共和国永遠的主席）                                      | 金九（民族先師；國父）                                                       |
| 憲法                                 | 《朝鮮民主主義人民共和國社會主義憲法》                           | 《大韓民國憲法》                                                             |
| 地理位置                             |                                                                  |                                                                              |
| 實際控制區及大韓民國單方面宣称的领土 |                                                                  |                                                                              |
| 主要民族                             | 朝鲜族（又称“韓民族”）                                           | 朝鲜族（又称“韓民族”）                                                       |
| 人口                                 | 25,791,000                                                       | 51,611,400                                                                   |
| 面積                                 | 120,540 km2（46,540 sq mi）                                      | 100,410 km2（38,770 sq mi）                                                  |
| 人口密度                             | 211/km2（550/sq mi）                                             | 517/km2（1,340/sq mi）                                                       |
| 標準時間                             | 平壤時間（時區：UTC+9）                                          | （時區：UTC+9）                                                              |
| 首都                                 | 平壤市                                                           | 首爾特別市                                                                   |
| 最大城市（以人口計）                 | 平壤市 – 2,581,076                                               | 首爾特別市 – 10,464,051（都會區：25,650,063）                                |
| 官方語言                             | 朝鮮語（韓語、文化語）                                           | 韓語（朝鮮語、標準語）                                                           |
| 官方文字                             | 諺文（朝鮮字、韓字）                                             | 諺文（朝鮮字、韓字）                                                         |
| 政府                                 | 朝鮮民主主義人民共和國政府                                       | 大韩民国政府                                                                 |
| 政治體制                             | 單一制、共和制、一黨專政、獨裁主義、家族獨裁、有核國家、主體思想 | 單一制、共和制、多黨民主、共和立憲國家、總統制、地方分权、三權分立           |
| 最高領導人                           | 金正恩 （朝鮮勞動黨總書記）                                      | 李在明 （总统）                                                              |
| 國家元首                             | 金正恩 （国务委员会委员长）                                      | 李在明 （总统）                                                              |
| 軍事統帥                             | 金正恩 （劳动党中央军委委员长、武装力量最高司令官）              | 李周浩 （代理）                                                              |
| 軍事領導機關                         | 朝鲜劳动党中央军事委员会                                         |                                                                              |
| 武裝力量                             | 朝鮮人民軍                                                       |                                                                              |
| 政府首腦                             | 金德训 （內閣總理）                                              | 李周浩 （國務總理）                                                          |
| 執政黨                               | 朝鲜劳动党                                                       | 共同民主党                                                                   |
| 其他國會政黨                         | 朝鮮社會民主黨、 天道教青友黨                                    | 國民力量、 綠色正義黨、 新未來、 改革新黨、 自由統一黨、 進步黨、 祖國革新黨 |
| 國會                                 | 最高人民会议                                                     | 國會                                                                         |
| 議長                                 | 崔龙海 （最高人民会议常任委员长） 朴仁哲 （最高人民会议议长）    | 禹元植 （國會議長）                                                          |
| 司法機關                             | 中央裁判所 朝鲜民主主义人民共和国中央检察所                      | 大法院 韩国检察厅                                                            |
| 司法首長                             | 崔根英 （中央裁判所長） 禹相哲 （中央檢察所長）                  | 曹喜大 （韩国大法院长） 李沅䄷 （檢察總長）                                  |
| 違憲審查                             | 最高人民會議常任委員會                                           | 韩国宪法法院                                                                 |
| 中央銀行                             | 朝鮮民主主義人民共和國中央銀行                                   | 韓國銀行                                                                     |
| 法定貨幣                             | 朝鮮圓(₩)（KPW）                                                 | 韓圓(₩)（KRW）                                                               |
| 國民生產總值                         | 450億美元（人均：2,400美元）                                     | 1.928兆美元（人均：37,947美元）                                              |
| 國家奧委會                           | 朝鮮民主主義人民共和國奧林匹克委員會                             | 大韓體育會                                                                   |
| 奧運會代表團                         | 奧運會朝鮮代表團                                                 | 奧運會韓國代表團                                                             |
| 南北事務處理機構                     | 外務省 崔善姬（外務省外務相）                                    | 统一部 金暎浩（統一部長官，代理）                                            |
| 外交部                               | 外務省 崔善姬（外務省外務相）                                    | 外交部 趙兌烈（外交部長官，代理）                                            |
| 護照封面                             |                                                                  |                                                                              |
| 邦交國                               |                                                                  |                                                                              |
| 一級行政區劃                         |                                                                  |                                                                              |
| 電話區號                             | +850                                                             | +82                                                                          |
| 國家和地區頂級域                     | .kp                                                              | .kr                                                                          |